# John Hadley

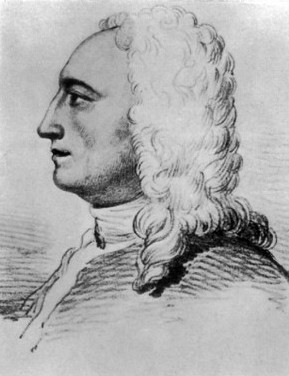
John Hadley

John Hadley (ur. 16 kwietnia 1682 w Bloomsbury, zm. 14 lutego 1744 w East Barnet) – angielski wynalazca. Starszy brat George’a, meteorologa.
Ulepszył teleskop zwierciadlany, wspólnie z braćmi (George i Henry) zbudował w 1721 teleskop newtonowski. Około 1730 wynalazł również sekstant, niezależnie od innego jego wynalazcy, Thomasa Godfreya.
Jego nazwiskiem są nazwane dwa masywy na Księżycu: Mons Hadley i Mons Hadley Delta.